# Reckoner
«Reckoner» es una canción lanzada por Radiohead como el cuarto sencillo del álbum de 2007, In Rainbows en el 23 de septiembre del 2008, escrita por Colin Greenwood, Jonny Greenwood, Ed O'Brien, Phil Selway y Thom Yorke y producida por Nigel Godrich, basada en una canción escrita por Yorke y Jonny Greenwood que terminaría siendo lanzada como sencillo por Thom, Feeling Pulled Apart by Horses, esta sería interpretada por Radiohead en 2001, siendo una canción musicalmente muy distante del sencillo de In Rainbows.
Es considerada una de las mejores canciones de Radiohead y una de las mejores de la década por Pitchfork y NME, con un enfoque musical en el art rock y con una prominente percusión interpretada en su mayoría por Phil Selway.

## Composición
En su gira del 2001, la banda interpretó una canción con el mismo nombre, escrita por Yorke y Jonny con una influencia en el hard rock y el metal, muy diferente a la "Reckoner" vista en el álbum del 2007, esta canción sería retomada por Thom en su carrera solista, re-titulada "Feeling Pulled Apart by Horses" y lanzada como un doble lado A con "Hollow Earth".

## Grabación
Más tarde, la banda experimentaría escribiendo una coda que sería la base para el tema.
Nigel Godrich, productor de la banda dijo acerca de la, en su punto de vista, divertida grabación de la canción que "La gente [estaba] por toda la casa, sacudiendo las cosas y poniendo en marcha este ritmo, luego cortándolo en pedacitos y volviendo a armarlo. Fue muy divertido".